# 小川太一
小川太一，日本男性动画导演、动画师。京都动画所属。

## 参与作品

### 电视动画
- CLANNAD（2007-2008年，动画）
- CLANNAD ～AFTER STORY～（2008-2009年，动画）
- 轻音少女（2009年，原画）
- 凉宫春日的忧郁（2009版）（2009年，原画）
- 轻音少女 第二季（2010年，原画）
- 日常（2011年，原画）
- 冰菓（2012年，分镜、演出、演出补佐、原画）
- 中二病也想谈恋爱！（2012年，分镜、原画）
- 玉子市场（2013年，分镜、演出、原画）
- Free!（2013年，分镜、演出、原画）
- 境界的彼方（2013年，分镜、演出）
- 中二病也想谈恋爱！恋（2014年，演出）
- Free! -Eternal Summer-（2014年，分镜、演出）
- 甘城光辉游乐园（2014年，分镜、演出）
- 吹响吧！上低音号（2015年，原画）
- 无彩限的怪灵世界（2016年，演出、原画）
- 吹响吧！上低音号 第二季（2016年，分镜、演出）
- 小林家的龙女仆（2017年，分镜、演出）

### OVA、OAD
- 幸运星 OVA（2008年，动画）

### 剧场版
- 天上人与亚克托人最后的战斗（2009年，原画）
- 凉宫春日的消失（2010年，原画）
- 轻音少女 剧场版（2011年，原画）
- 玉子爱情故事（2014年，演出）
- 境界的彼方 -I'LL BE HERE- 未来篇（2015年，首席演出、演出、原画）
- 吹响吧！上低音号 ～想要传达的旋律～（2017年，导演[1]）

## 脚注
1. ↑  .   [2018-01-16]. （原始内容存档于2017-06-03）.

## 相關項目
- 京都動畫